# Swainson-Breitfußbeutelmaus
Die Swainson-Breitfußbeutelmaus (Antechinus swainsonii) ist ein Beuteltier aus der Familie der Raubbeutler (Dasyuridae). Es ist ein Bodenbewohner in Heide- und Waldlandschaften Tasmaniens. Typisch für alle Arten dieser Gattung ist das Sterben aller Männchen kurz nach der Paarung.
Die Art ist nach dem Ornithologen William Swainson benannt, der Exemplare dieser Art aus seiner Sammlung an George Robert Waterhouse übergab.

## Merkmale
Wie alle Breitfuß-Beutelmäuse ähnelt diese Art durch ihre Körperform, der langen Schnauze mit den echten Zähnen und den kleinen Augen und Ohren sehr den in Europa heimischen Spitzmäusen. Weitere Merkmale dieser Art sind das weiche, auf dem Rücken tief dunkelbraune Fell und die relativ großen, gebogenen Krallen. Des Weiteren kann die Swainson-Breitfußbeutelmaus ein großes Spektrum an Lauten erzeugen, besonders kämpfende Männchen können durch lautes „Schreien“ auffallen.
Adulte männliche Swainson-Breitfußbeutelmäuse erreichen bei einer Kopf-Rumpf-Länge von 103 bis 188 Millimeter und einer Schwanzlänge von 80 bis 121 Millimeter ein Gewicht von 43 bis 178 Gramm, während Weibchen mit einer Kopf-Rumpf-Länge von 89 bis 140 Millimeter, einer Schwanzlänge von 75 bis 100 Millimeter und einem Gewicht von 37 bis 100 Gramm kleiner sind.

## Verbreitung

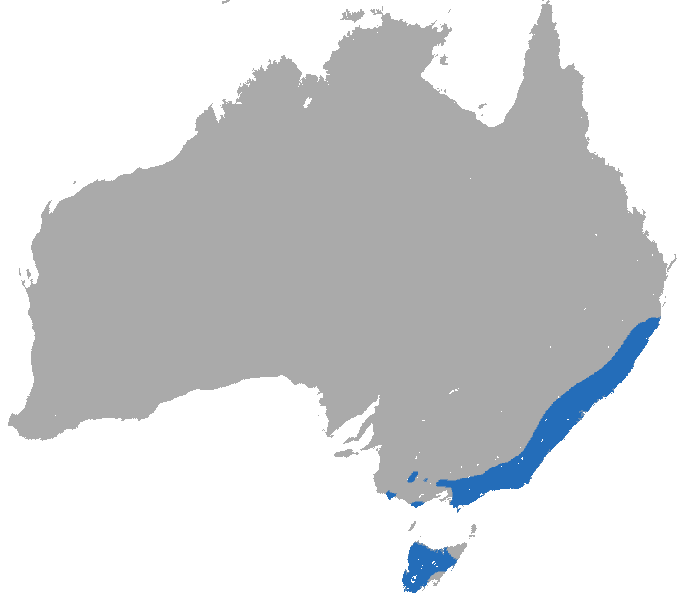
Verbreitung von Antechinus swainsonii und von Antechinus mimetes

Diese Art kommt ausschließlich auf Tasmanien vor. Antechinus mimetes, die an der südlichen Ostküste Australiens in den australischen Bundesstaaten New South Wales und Victoria vorkommt, galt ursprünglich als Unterart der Swainson-Breitfußbeutelmaus (A. s. mimetes), wurde im Jahr 2015 aber zu einer eigenständigen Art.

### Habitat
Die Swainson-Breitfußbeutelmaus ist trotz der Befähigung zum Klettern ein Bodenbewohner in Heidelandschaften und hohen, offenen Wäldern mit dichtem Unterwuchs aus Büschen und Farnen. Die höchste Populationsdichte findet sich in den Bergen, in denen der durchschnittliche Jahresniederschlag über 1000 Millimeter liegt.

## Nahrungserwerb
Diese Art jagt sowohl am Tag als auch in der Nacht nach bodenlebenden Insekten, die Nahrung wird aber auch durch Beeren ergänzt. Die Swainson-Breitfußbeutelmaus jagt vorwiegend nach Geruch (olfaktorisch) und weniger nach Sicht oder Gehör, wobei die starken Vorderbeine mit den langen Krallen zum Graben benutzt werden. Die Beute wird zum „Abbeißen“ zwischen den Vorderpfoten gehalten, Wasser wird mit der kurzen Zunge aufgeleckt. Sowohl Weibchen als auch Männchen zeigen beim Fressen sehr ruckartige Bewegungen, was ein Zeichen für Wachsamkeit ist.

## Fortpflanzung
Die Weibchen legen während des australischen Winters Nester am Ufer von Wasserläufen oder z. B. unter am Boden liegenden Stämmen an. Ein in der Regel weniger als 1 Meter langer Gang führt in eine einzelne Kammer, die rund 10 Zentimeter im Durchmesser misst und mit etwas Gras und Blättern gepolstert ist. Manchmal werden diese Nester auch an Gängen von der Australischen Buschratten angelegt. Wie bei allen Breitfuß-Beutelmäusen ist die Paarung zwischen allen Individuen synchronisiert. Sie ist heftig und in der Regel geht ihr kein Werbeverhalten voraus: Die Männchen beißen in das Nackenfell der Weibchen und schlagen mit den Vorderpfoten auf dessen Brustkasten, bevor es zur Kopulation kommt. Diese kann bis zu 6 Stunden andauern. 3 Wochen nach der Paarung sterben alle Männchen. Ungefähr einen Monat nach der Paarung werden 6 bis 8 Jungtiere geboren, die für weitere 8 Wochen in der Bauchfalte getragen werden. Nach dieser Zeit werden die Jungtiere im Nest abgelegt, das sie im Alter von ungefähr drei Monaten verlassen.
Der besondere Prozess der Paarung, Befruchtung des Weibchens und des Sterbens der Männchen ist im Artikel Breitfuß-Beutelmäuse detailliert erklärt.

## Parasiten
Antechinostrongylus disgubernaculus ist ein in der Lunge der Swainson-Breitfußbeutelmaus parasitierender Fadenwurm.

## Gefährdung
Die IUCN listet die Swainson-Breitfußbeutelmaus als Least Concern (nicht gefährdet).